# Bembecia fokidensis
Bembecia fokidensis is een vlinder uit de familie wespvlinders (Sesiidae), onderfamilie Sesiinae.
Bembecia fokidensis is voor het eerst wetenschappelijk beschreven door Toševski in 1991. De soort komt voor in het Palearctisch gebied.